# Campionati mondiali di sollevamento pesi 1966
I Campionati mondiali di sollevamento pesi 1966, 41ª edizione della manifestazione, si svolsero a Berlino Est dal 15 al 21 ottobre 1966, e furono considerati validi anche come 48° campionati europei di sollevamento pesi. Fu l'ultima edizione (organizzata come tale) a prevedere l'assegnazione delle medaglie solo nel totale dell'esercizio. A partire dal 1969 le medaglie saranno assegnate, oltre che nel totale, anche nelle tre specialità della disciplina, dal 1973 ridotte a due.
A causa di problemi sui visti d'espatrio, oltreché nella mancata esposizione di bandiere e di esecuzione degli inni nazionali durante le cerimonie di premiazione, l'International Weightlifting Federation, dopo il divieto della federazione giapponese di far eseguire l'inno ed esporre la bandiera della Germania Est nella cerimonia di premiazione, annullò l'organizzazione dell'edizione del 1967 che si doveva svolgere a Tokyo.

## Titoli in palio
| Categoria            | Eventi         | Atleti |
| -------------------- | -------------- | ------ |
| Pesi gallo           | Fino a 56 kg   | 10     |
| Pesi piuma           | Fino a 60 kg   | 16     |
| Pesi leggeri         | Fino a 67.5 kg | 14     |
| Pesi medi            | Fino a 75 kg   | 25     |
| Pesi massimi leggeri | Fino a 82.5 kg | 20     |
| Pesi mediomassimi    | Fino a 90 kg   | 17     |
| Pesi massimi         | Oltre i 90 kg  | 15     |

## Nazioni partecipanti
Ai campionati parteciparono 117 atleti rappresentanti di 28 nazioni. Otto di queste entrarono nel medagliere. Tra parentesi i partecipanti per nazione.
- Austria (5)
- Belgio (4)
- Bulgaria (7)
- Cecoslovacchia (7)
- Danimarca  (3)
- Egitto (1)
- Finlandia (4)
- Francia (6)
- Germania Est (7)
- Germania Ovest (7)
- Giappone (6)
- Iran (7)
- Iraq (3)
- Irlanda (3)
- Italia (3)
- Libano (2)
- Messico (2)
- Mongolia (3)
- Norvegia (1)
- Polonia (7)
- Regno Unito (3)
- Rep. Araba Unita (1)
- Stati Uniti (2)
- Sudafrica (2)
- Svezia (4)
- Turchia  (3)
- Ungheria (7)
- Unione Sovietica (7)

## Risultati
| Evento      | Oro                 | Oro   | Argento              | Argento | Bronzo             | Bronzo |
| ----------- | ------------------- | ----- | -------------------- | ------- | ------------------ | ------ |
| 56 kg       | Aleksej Vachonin    | 362,5 | Imre Földi           | 360,0   | Mohammad Nassiri   | 350,0  |
| 60 kg       | Yoshinobu Miyake    | 387,5 | Mieczysław Nowak     | 382,5   | Yoshiyuki Miyake   | 370,0  |
| 67.5 kg     | Evgenij Kacura      | 437,5 | Marian Zieliński     | 410,0   | Parviz Jalayer     | 405,0  |
| 75 kg       | Viktor Kurencov     | 450,0 | Waldemar Baszanowski | 447,5   | Werner Dittrich    | 442,5  |
| 82,5 kg     | Vladimir Beljaev    | 485,0 | Győző Veres          | 485,0   | Hans Zdražila      | 465,0  |
| 90 kg       | Géza Tóth           | 487,5 | Ireneusz Paliński    | 477,5   | Marek Gołąb        | 475,0  |
| Oltre 90 kg | Leonid Žabotyns'kyj | 567,5 | Bob Bednarski        | 537,5   | Stanislav Batiščev | 530,0  |

## Medagliere
| Posiz. | Nazione          | Oro | Argento | Bronzo | Totale |
| ------ | ---------------- | --- | ------- | ------ | ------ |
| 1      | Unione Sovietica | 5   | 0       | 1      | 6      |
| 2      | Ungheria         | 1   | 2       | 0      | 3      |
| 3      | Giappone         | 1   | 0       | 1      | 2      |
| 4      | Polonia          | 0   | 4       | 1      | 5      |
| 5      | Stati Uniti      | 0   | 1       | 0      | 1      |
| 6      | Iran             | 0   | 0       | 2      | 2      |
| 7      | Cecoslovacchia   | 0   | 0       | 1      | 1      |
| 7      | Germania Est     | 0   | 0       | 1      | 1      |
| Totale | Totale           | 7   | 7       | 7      | 21     |

## Classifica a squadre
Il sistema di punteggio è basato sui punti distribuiti per l'esercizio totale in base allo schema adottato nel 1958:
| Pos. | Squadra          | Punti |
| ---- | ---------------- | ----- |
| 1    | Unione Sovietica | 39    |
| 2    | Polonia          | 29    |
| 3    | Ungheria         | 24    |
| 4    | Giappone         | 15    |
| 5    | Iran             | 12    |
| 6    | Germania Est     | 10    |
| 7    | Stati Uniti      | 8     |
| 8    | Cecoslovacchia   | 4     |
| 8    | Finlandia        | 4     |
| 10   | Bulgaria         | 3     |
| 11   | Francia          | 2     |
| 11   | Italia           | 2     |
| 13   | Germania Ovest   | 1     |
| 13   | Regno Unito      | 1     |